# Falkner (Misisipi)
Falkner es un pueblo del Condado de Tippah, Misisipi, Estados Unidos. Según el censo de 2000 tenía una población de 212 habitantes.

## Demografía
Según el censo de 2000, había 212 personas, 85 hogares y 62 familias residiendo en la localidad. La densidad de población era de 77,2 hab./km². Había 90 viviendas con una densidad media de 32,8 viviendas/km². El 97,64% de los habitantes eran blancos, el 0,94% afroamericanos, el 0,00% amerindios, el 0,94% de otras razas y el 0,47% pertenecía a dos o más razas. El 2,83% de la población eran hispanos o latinos de cualquier raza.
Según el censo, de los 85 hogares en el 31,8% había menores de 18 años, el 61,2% pertenecía a parejas casadas, el 9,4% tenía a una mujer como cabeza de familia, y el 25,9% no eran familias. El 23,5% de los hogares estaba compuesto por un único individuo, y el 11,8% pertenecía a alguien mayor de 65 años viviendo solo. El tamaño promedio de los hogares era de 2,47 personas, y el de las familias de 2,92.
La población estaba distribuida en un 22,6% de habitantes menores de 18 años, un 9,9% entre 18 y 24 años, un 23,1% de 25 a 44, un 25,0% de 45 a 64, y un 19,3% de 65 años o mayores. La media de edad era 42 años. Por cada 100 mujeres había 114,1 hombres. Por cada 100 mujeres de 18 años o más, había 105,0 hombres.
Los ingresos medios por hogar en la localidad eran de 28.750 dólares ($), y los ingresos medios por familia eran 38.036 $. Los hombres tenían unos ingresos medios de 25.000 $ frente a los 19.167 $ para las mujeres. La renta per cápita para la ciudad era de 16.946 $. El 10,8% de la población y el 6,3% de las familias estaban por debajo del umbral de pobreza. El 8,9% de los menores de 18 años vivían por debajo del umbral de pobreza.

## Geografía
Según la Oficina del Censo de los Estados Unidos, la localidad tiene un área total de 2,7 km², todos ellos correspondientes a tierra firme.